# Thüringen Rundfahrt der Frauen 2009
Il Thüringen Rundfahrt der Frauen 2009, ventiduesima edizione della corsa, si svolse in sei tappe dal 21 al 26 luglio 2009 per un percorso di 588,5 km. Fu vinta dalla danese Linda Villumsen, che terminò la gara in 16h 18' 47".

## Tappe
| Tappa  | Data      | Percorso                            | km    | Vincitore di tappa | Leader cl. generale |
| ------ | --------- | ----------------------------------- | ----- | ------------------ | ------------------- |
| 1ª     | 21 luglio | Rund um Altenburg                   | 78    | Marianne Vos       | Marianne Vos        |
| 2ª     | 22 luglio | Rund um Gera                        | 129,9 | Charlotte Becker   | Luisa Tamanini      |
| 3ª     | 23 luglio | Rund um Schleiz                     | 128,4 | Linda Villumsen    | Linda Villumsen     |
| 4ª     | 24 luglio | Rund um Triebes (cron. individuale) | 23,1  | Christiane Soeder  | Linda Villumsen     |
| 5ª     | 25 luglio | Rund um Schmölln                    | 115,8 | Emma Johansson     | Linda Villumsen     |
| 6ª     | 26 luglio | Rund um Greiz                       | 118   | Fabiana Luperini   | Linda Villumsen     |
| Totale | Totale    | Totale                              | 588,5 |                    |                     |

## Squadre e corridori partecipanti
| N.    | Cod. | Squadra                        |
| ----- | ---- | ------------------------------ |
| 2-7   | TWC  | Team Columbia Women            |
| 11-16 | CWT  | Cervélo TestTeam Women         |
| 21-26 | NUR  | Equipe Nürnberger Versicherung |
| 31-36 | DSB  | DSB Bank-Nederland Bloeit      |
| 41-46 | RSC  | Red Sun Cycling Team           |
| 51-56 | VOR  | Vision 1 Racing                |
| 61-66 | BCT  | Bigla Cycling Team             |
| 71-76 | SAF  | Safi-Pasta Zara-Titanedi       |

| N.      | Cod. | Squadra                   |
| ------- | ---- | ------------------------- |
| 81-86   | FLX  | Team Flexpoint            |
| 91-96   | MSI  | Selle Italia-Ghezzi       |
| 101-106 | GAU  | Gauss-RDZ-Ormu-Colnago    |
| 111-116 | DEU  | Germania                  |
| 121-126 | MTN  | MTN-Energade Cycling Team |
| 132-135 | NLD  | Paesi Bassi               |
| 141-145 | DGC  | Team CMax-Dilà            |
| 151-156 | TUE  | Team Uniqa-Elk            |

## Dettagli delle tappe

### 1ª tappa
- 21 luglio: Rund um Altenburg – 78 km

Risultati
| # | Corridore      | Squadra         | Tempo    |
| - | -------------- | --------------- | -------- |
| 1 | Marianne Vos   | DSB Bank        | 1h59'34" |
| 2 | Emma Johansson | Red Sun         | s.t.     |
| 3 | Rasa Leleivyte | Safi-Pasta Zara | s.t.     |

| # | Corridore      | Squadra  | Tempo    |
| - | -------------- | -------- | -------- |
| 1 | Marianne Vos   | DSB Bank | 1h59'34" |
| 2 | Emma Johansson | Red Sun  | a 6"     |
| 3 | Sarah Düster   | Cervélo  | a 7"     |

### 2ª tappa
- 22 luglio: Rund um Gera – 129,9 km

Risultati
| # | Corridore        | Squadra      | Tempo    |
| - | ---------------- | ------------ | -------- |
| 1 | Charlotte Becker | Nürnberger   | 3h28'54" |
| 2 | Luisa Tamanini   | Selle Italia | s.t.     |
| 3 | Marianne Vos     | DSB Bank     | a 46"    |

| # | Corridore        | Squadra      | Tempo    |
| - | ---------------- | ------------ | -------- |
| 1 | Luisa Tamanini   | Selle Italia | 5h28'29" |
| 2 | Charlotte Becker | Nürnberger   | a 2"     |
| 3 | Marianne Vos     | DSB Bank     | a 23"    |

### 3ª tappa
- 23 luglio: Rund um Schleiz – 128,4 km

Risultati
| # | Corridore       | Squadra   | Tempo    |
| - | --------------- | --------- | -------- |
| 1 | Linda Villumsen | Columbia  | 3h34'43" |
| 2 | Sarah Düster    | Cervélo   | a 1'22"  |
| 3 | Eva Lechner     | Gauss-RDZ | a 1'36"  |

| # | Corridore       | Squadra  | Tempo    |
| - | --------------- | -------- | -------- |
| 1 | Linda Villumsen | Columbia | 9h03'50" |
| 2 | Sarah Düster    | Cervélo  | a 1'14"  |
| 3 | Marianne Vos    | DSB Bank | a 1'17"  |

### 4ª tappa
- 24 luglio: Rund um Triebes – Cronometro individuale – 23,1 km

Risultati
| # | Corridore         | Squadra    | Tempo  |
| - | ----------------- | ---------- | ------ |
| 1 | Christiane Soeder | Cervélo    | 34'10" |
| 2 | Trixi Worrack     | Nürnberger | a 4"   |
| 3 | Marianne Vos      | DSB Bank   | a 35"  |

| # | Corridore       | Squadra    | Tempo    |
| - | --------------- | ---------- | -------- |
| 1 | Linda Villumsen | Columbia   | 9h38'59" |
| 2 | Trixi Worrack   | Nürnberger | a 53"    |
| 3 | Marianne Vos    | DSB Bank   | s.t.     |

### 5ª tappa
- 25 luglio: Rund um Schmölln – 115,8 km

Risultati
| # | Corridore         | Squadra   | Tempo    |
| - | ----------------- | --------- | -------- |
| 1 | Emma Johansson    | Red Sun   | 3h09'17" |
| 2 | Susanne Ljungskog | Flexpoint | a 2"     |
| 3 | Sarah Düster      | Cervélo   | a 30"    |

| # | Corridore         | Squadra   | Tempo     |
| - | ----------------- | --------- | --------- |
| 1 | Linda Villumsen   | Columbia  | 12h49'21" |
| 2 | Marianne Vos      | DSB Bank  | a 33"     |
| 3 | Susanne Ljungskog | Flexpoint | a 40"     |

### 6ª tappa
- 26 luglio: Rund um Greiz – 118 km

Risultati
| Pos. | Corridore        | Squadra      | Tempo    |
| ---- | ---------------- | ------------ | -------- |
| 1    | Fabiana Luperini | Selle Italia | 3h23'59" |
| 2    | Monica Holler    | Bigla        | a 9"     |
| 3    | Petra Dijkman    | Red Sun      | a 17"    |

| Pos. | Corridore         | Squadra   | Tempo     |
| ---- | ----------------- | --------- | --------- |
| 1    | Linda Villumsen   | Columbia  | 16h18'47" |
| 2    | Marianne Vos      | DSB Bank  | a 33"     |
| 3    | Susanne Ljungskog | Flexpoint | a 40"     |

## Evoluzione delle classifiche
| Tappa              | Vincitore             | Classifica generale Maglia gialla | Classifica scalatori Maglia verde | Classifica miglior giovane Maglia rossa | Classifica sprint Maglia nera | Classifica a squadre Maglia blu |
| ------------------ | --------------------- | --------------------------------- | --------------------------------- | --------------------------------------- | ----------------------------- | ------------------------------- |
| 1ª                 | Marianne Vos          | Marianne Vos                      | Tina Liebig                       | Marianne Vos                            | Marianne Vos                  | Safi-Pasta Zara-Titanedi        |
| 2ª                 | Charlotte Becker      | Luisa Tamanini                    | Tina Liebig                       | Marianne Vos                            | Marianne Vos                  |                                 |
| 3ª                 | Linda Villumsen Serup | Linda Villumsen                   | Tina Liebig                       | Marianne Vos                            | Marianne Vos                  |                                 |
| 4ª                 | Christiane Soeder     | Linda Villumsen                   | Tina Liebig                       | Marianne Vos                            | Marianne Vos                  |                                 |
| 5ª                 | Emma Johansson        | Linda Villumsen                   | Tina Liebig                       | Marianne Vos                            | Marianne Vos                  |                                 |
| 6ª                 | Fabiana Luperini      | Linda Villumsen                   | Tina Liebig                       | Marianne Vos                            | Marianne Vos                  |                                 |
| Classifiche finali | Classifiche finali    | Linda Villumsen                   | Tina Liebig                       | Marianne Vos                            | Marianne Vos                  |                                 |

## Classifiche finali

### Classifica generale - Maglia gialla
| Pos. | Corridore         | Squadra    | Tempo     |
| ---- | ----------------- | ---------- | --------- |
| 1    | Linda Villumsen   | Columbia   | 16h18'47" |
| 2    | Marianne Vos      | DSB Bank   | a 33"     |
| 3    | Susanne Ljungskog | Flexpoint  | a 40"     |
| 4    | Trixi Worrack     | Nürnberger | a 48"     |
| 5    | Emma Johansson    | Red Sun    | a 1'22"   |
| 6    | Sarah Düster      | Cervélo    | a 1'34"   |
| 7    | Petra Dijkman     | Red Sun    | a 2'02"   |
| 8    | Nicole Brändli    | Bigla      | a 2'29"   |
| 9    | Christiane Soeder | Cervélo    | a 2'45"   |
| 10   | Vicki Whitelaw    | Vision 1   | a 3'35"   |

### Classifica sprint - Maglia nera
| Pos. | Corridore        | Squadra    | Punti |
| ---- | ---------------- | ---------- | ----- |
| 1    | Marianne Vos     | DSB Bank   | 25    |
| 2    | Sarah Düster     | Cervélo    | 15    |
| 3    | Monica Holler    | Bigla      | 12    |
| 4    | Charlotte Becker | Nürnberger | 10    |
| 5    | Petra Dijkman    | Red Sun    | 7     |

### Classifica scalatori - Maglia verde
| Pos. | Corridore        | Squadra      | Punti |
| ---- | ---------------- | ------------ | ----- |
| 1    | Tina Liebig      | DSB Bank     | 35    |
| 2    | Petra Dijkman    | Red Sun      | 20    |
| 3    | Fabiana Luperini | Selle Italia | 15    |
| 4    | Charlotte Becker | Nürnberger   | 9     |
| 5    | Emma Johansson   | Red Sun      | 8     |

### Classifica giovani - Maglia rossa
| Pos. | Corridore        | Squadra         | Tempo     |
| ---- | ---------------- | --------------- | --------- |
| 1    | Marianne Vos     | DSB Bank        | 16h19'20" |
| 2    | Alona Andruk     | Safi-Pasta Zara | a 4'52"   |
| 3    | Eleonora Patuzzo | Safi-Pasta Zara | a 9'39"   |
| 4    | Carla Swart      | MTN-Energade    | a 14'05"  |
| 5    | Rasa Leleivyte   | Safi-Pasta Zara | a 18'47"  |